# U-Bahnhof Birkenstraße

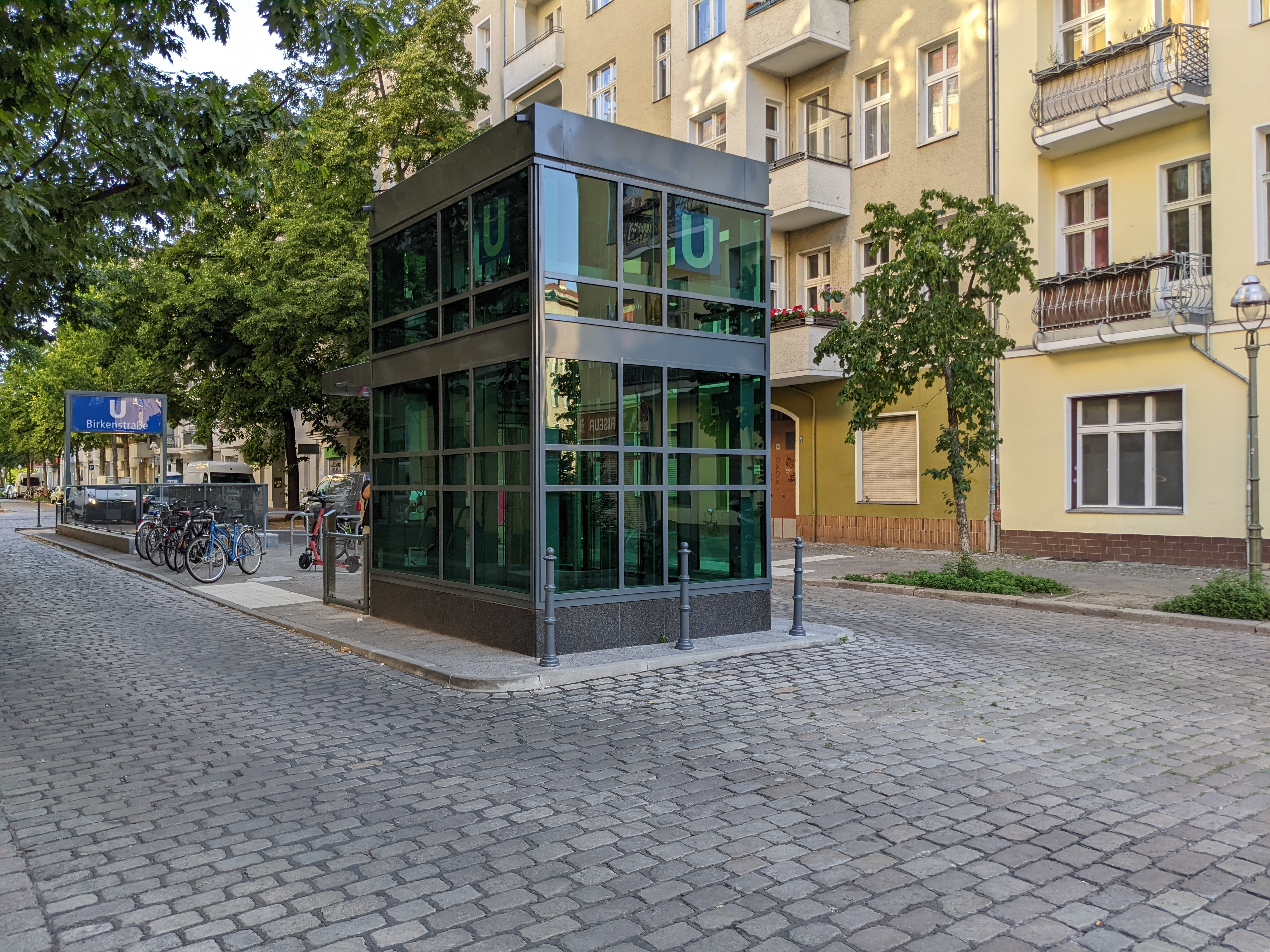
Bahnhofseingang in der Wilhelmshavener Straße

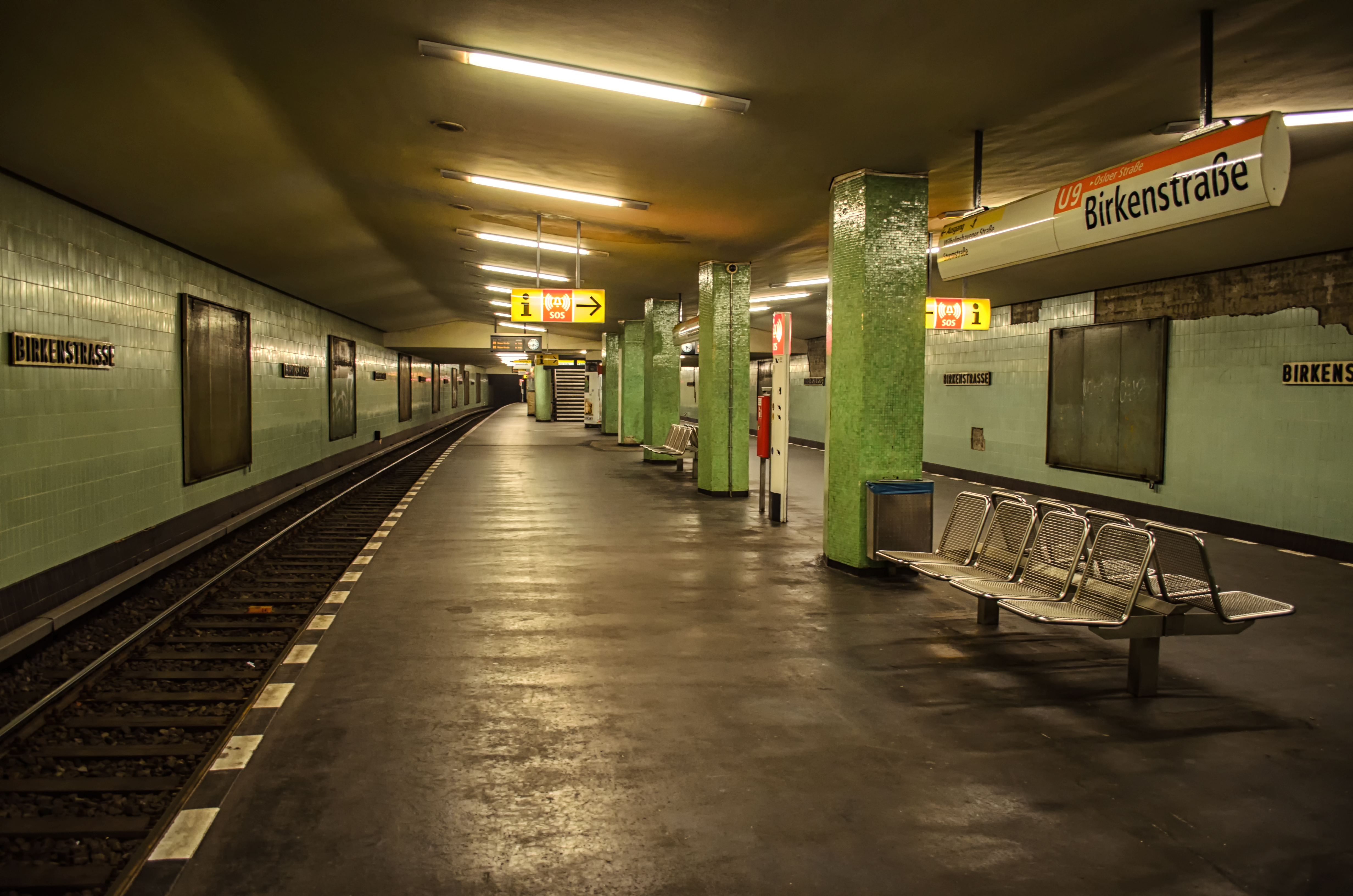
Bahnsteig (2016)

Der U-Bahnhof Birkenstraße ist eine am 28. August 1961 eröffnete Station der Berliner U-Bahn-Linie U9. Er ist 530 Meter vom Bahnhof Berlin Westhafen und 675 Meter vom U-Bahnhof Turmstraße entfernt. Der Bahnhof liegt unter der Wilhelmshavener Straße an der Kreuzung mit der Birkenstraße im Ortsteil Moabit des Bezirks Mitte und trägt im Bahnhofsverzeichnis der BVG das Kürzel Bi.
Der Bahnhof verfügt über einen Mittelbahnsteig mit Treppenanlage in der Mitte, die in eine Zugangshalle führen, die in den Farben Hellbraun und Dunkelgrau gehalten sind. Zwei Treppen führen von der Zugangshalle zur Oberfläche. Die Gestaltung des Bahnsteigraumes basiert im Wesentlichen auf einem hellgrünen Farbton, der sowohl an den Wänden als auch an den sechseckigen Mittelstützen zu finden ist. Der Boden und die für die ursprüngliche Linie G typische Schmetterlingsdecke haben einen grauen Farbton.
Im Jahr 2017 wurde die Sanierung des westlichen Zugangs abgeschlossen, hierbei wurde ein portalartiges Schriftfeld mit dem Bahnhofsnamen über dem Treppenabgang installiert.
Am 16. März 2022 ging am nördlichen Bahnsteigende ein weiterer Ausgang mit Treppe und Aufzug in Betrieb, damit ist der Bahnhof barrierefrei zugänglich. Der gesamte Bahnhof erhielt neue, an die ursprüngliche Farbgebung angelehnte, Fliesen und Mosaike.

## Anbindung
| Linie | Verlauf |
| ----- | --- |
|       | Osloer Straße – Nauener Platz – Leopoldplatz – Amrumer Straße – Westhafen – Birkenstraße – Turmstraße – Hansaplatz – Zoologischer Garten – Kurfürstendamm – Spichernstraße – Güntzelstraße – Berliner Straße – Bundesplatz – Friedrich-Wilhelm-Platz – Walther-Schreiber-Platz – Schloßstraße – Rathaus Steglitz |

Am U-Bahnhof besteht keine Umsteigemöglichkeit zu anderen Linien des Berliner Nahverkehrs.